# Сагинова, Ольга Витальевна
О́льга Вита́льевна Сагинова (род. 26 ноября 1951 Куйбышев) — российский экономист, доктор экономических наук (2006), профессор и заведующая кафедрой предпринимательства и логистики Российского экономического университета имени Г. В. Плеханова; член Российской Гильдии маркетологов (2007) и Европейской академии маркетинга (EMAC). Являлась преподавателем в университете «University of Applied Sciences Würzburg-Schweinfurt» (Германия, 2008—2016)

## Биография
Ольга Сагинова (при рождении — Воротникова) родилась 26 ноября 1951 года в Куйбышеве в семье председателя Совета Министров РСФСР, члена Политбюро Виталия Воротникова и его жены, врача-терапевта Нины Фёдоровны Воротниковой (1926—2011). В 1969 году Ольга окончила куйбышевскую школу № 11 (с золотой медалью) и поступила на романо-германский филологический факультет Воронежский государственного университета — из которого выпустилась в 1974 году (с красным дипломом).
В период с 1975 по 1979 года Сагинова работала преподавателем на кафедре иностранных языков Московского института электронной техники. После этого она перешла в Московский институт народного хозяйства имени Г. В. Плеханова (МИНХ), где стала доцентом — также на кафедре иностранных языков. Уже в России, в 1997 году, стала деканом Международной школы бизнеса, а два года спустя защитила кандидатскую диссертацию на тему «Стратегия маркетинга международных образовательных программ вуза»; стала кандидатом экономических наук.
В 2002 году Ольга Сагинова получила позицию профессора на кафедре рекламы РЭА им. Г. В. Плеханова и, одновременно, заняла пост декана магистратуры университета; читала студентам РЭА курсы «Кросс-культурный маркетинг», «Создание потребительской ценности», «Управление малым и средним бизнесом», а также — «Бренд-менеджмент». В 2006 году она успешно защитила докторскую диссертацию на тему «Управление процессами глобализации образования в высшей школе России: теория, методология, практика». В период с 2011 по 2016 года заведовала кафедрой предпринимательства и логистики РЭА; в сентябре 2016 года стала профессором на данной кафедре.
Сагинова имеет опыт преподавания в Европе и США: в 2005 году она работала в университете Санта-Клары (Калифорния), в 2006 — в университете «Fachhochschule Dresden — University of Applied Sciences» (FHD; Саксония), в 2007 — в бизнес-школе «Helsinki School of Economics and Business Administration» (HSEBA, Aalto BIZ; Финляндия), а в 2010 — в венгерском Паннонском (Веспремском) университете. Кроме того, она являлась преподавателем в университете «University of Applied Sciences Würzburg-Schweinfurt» (Германия, 2008—2016).

## Работы
Ольга Сагинова является автором и соавтор более чем ста научных публикаций, включая две монографии, три учебника и пять учебно-методических пособий. В докторской диссертации «с привлечением большого числа новых источников О. В. Сагинова связывает глобальные тренды в образовательной системе с причинами кризиса „рынка“ высшей школы России»:
- Трансформационные процессы в высшем образовании: монография — М.: Палеотип, 2005.
- Развитие форм государственного предпринимательства в российской экономике : монография / [Д. В. Завьялов, О. В. Сагинова, И. И. Смотрицкая и др.]; под редакцией канд. экон. наук Д. В. Завьялова, докт. экон. наук О. В. Сагиновой. — Новосибирск : Изд-во ЦРНС, 2017. — 195 с. : ил., табл.; 21 см; ISBN 978-5-00068-772-7 : 500 экз.
- Уровень государственной поддержки малого бизнеса с точки зрения её получателей // Маркетинг и маркетинговые исследования. 2013. № 2. С. 82-93.
- Проблемы и задачи развития малого и среднего предпринимательства в России // Российское предпринимательство. — 2017. — Т. 18, вып. 3. — ISSN 1994-6937.
- Связь научных исследований и образовательного процесса в вузах // Вестник Российского экономического университета им. Г. В. Плеханова. — 2012. — Вып. 12 (54). — ISSN 2413-2829.
- Система мониторинга малых инновационных предприятий в Свердловской области // Российское предпринимательство. — 2012. — Вып. 22. — ISSN 1994-6937.
- Интернационализация высшего образования как фактор конкурентоспособности // Вестник Российского экономического университета им. Г. В. Плеханова. — 2004. — Вып. 1. — ISSN 2413-2829.
- Задачи подготовки предпринимателей в контексте концепции устойчивого развития // Российское предпринимательство. — 2012. — Вып. 6. — ISSN 1994-6937.